# Lissochelifer depressoides
Lissochelifer depressoides är en spindeldjursart som först beskrevs av Beier 1967.  Lissochelifer depressoides ingår i släktet Lissochelifer och familjen tvåögonklokrypare. Inga underarter finns listade i Catalogue of Life.